# 계춘할망
"계춘할망"은 2016년에 개봉한 대한민국의 영화이다.

## 줄거리
12년의 과거를 숨긴 채 집으로 돌아온 수상한 손녀 혜지(김고은 분)와 오매불망 손녀바보 계춘할망(윤여정 분)의 이야기

## 캐스팅

### 주요 인물
- 윤여정 : 홍계춘 역
- 김고은 : 혜지 / 은주 역
- 김희원 : 석호 역
- 양익준 : 충섭 역
- 신은정 : 명옥 역
- 최민호 : 정한이 역
- 박민지 : 민희 역
- 류준열 : 박철헌 역
- 남태부 : 충희 역
- 조덕제 : 현철 역
- 장혁진 : 변 과장 역

### 그 외
- 이슬비 : 어린 혜지 역
- 김난희 : 한이네 역
- 송영숙 : 수희 역
- 이예선 : 어린 은주 역
- 윤세웅 : 조건남 역
- 최문경 : 초록우산 1 역
- 손소영 : 초록우산 2 역
- 오희준 : 계춘집경찰 역
- 이종구 : 의사 역
- 강유생 : 톳할머니 1 역
- 한영랑 : 톳할머니 2 역
- 이옥봉 : 청춘체조할머니 1 역
- 최청자 : 청춘체조할머니 2 역
- 변영란 : 욕쟁이할머니 역
- 김명옥 : 오름아줌마 1 역
- 정윤선 : 오름아줌마 2 역
- 이영원 : 각방네 역
- 변종수 : 한이네 남편 역
- 김영철 : 서 이장 역
- 김병귀 : 관광객 역
- 주석제 : 시청직원 역
- 이상화 : 문방구주인 역
- 주가영 : 서울화장품 직원, 스탠딩배우 역
- 김은애 : 제주화장품 직원 역
- 김호승 : 담임 역
- 송병준 : 반장 역
- 이영은 : 급우 1 역
- 정한빛 : 급우 2 역
- 안지혜 : 갤러리 진행요원 역
- 김준원 : 검사 역
- 김서현 : 판사 역
- 신문성 : 형사 1 역
- 강득종 : 형사 2 역
- 차은우 : 보험회사 직원 역
- 나상규 : 취객 역
- 최남욱 : 약재가게 주인 역
- 강경탁 : 옷가게 주인 역
- 정명화 : 혜지 스쿠버 대역
- 김옥순 : 계춘 물질 대역
- 박복자 : 계춘 물질 대역
- 심방 고순안 : 심방(제주 무당) 역
- 제주 중앙고등학교 미술부 학생들 : 학생들 역
- 장미 : 미술대회 장내 아나운서 목소리 역
- 송하림 : 주식방송 목소리 역
- 곽규미 : 공항방송 목소리 역
- 이윤혁 : 부동산중국인 목소리 역

### 우정출연
- 김대명 : 체조강사 역
- 박정철 : 서 변호사 역